# Arctic Apples
Arctic Apples ist der Markenname mehrerer gentechnisch veränderter Apfelsorten. Sie sind die ersten gentechnisch veränderten kommerziellen Apfelsorten und weisen eine verringerte Aktivität des Enzyms Polyphenoloxidase auf. Dies hat zur Folge, dass nach dem Anschnitt des Apfels das Fruchtfleisch seine ursprüngliche Farbe beibehält. Diese Sorten sind patentiert. Arctic Golden (GD743) und Arctic Granny (GS784) sind seit 2015 für den kommerziellen Anbau in den USA zugelassen.

## Gentechnische Modifikation
Kommt das Fruchtfleisch von den meisten nicht gentechnisch veränderten Apfelsorten mit Sauerstoff in Berührung, so reagiert das Enzym Polyphenoloxidase (PPO) mit Luftsauerstoffradikalen und oxidiert farblose Polyphenole zu gelb-bräunlichen Katechinen. Bei Arctic Apples wurde mithilfe von RNA-Interferenz (RNAi) die Expression von PPO merklich verringert. Dafür wurde mit Agrobacterium ein Gen in konventionelle Apfelsorten eingeführt, das RNA-Stränge produziert, die komplementär zu vier PPO-Genen verlaufen. Die Gen-Abschnitte von MdPPO2, MdGPO3, MdAPO5 und MdpSR7 wurden zusammengeführt und in sense-Orientierung mit dem CaMV35S-Promoter und einem nopaline synthase terminator (tNOS) als PPO-Interferenz-Transgen entwickelt.

## Markteinführung und Kommerzialisierung
Arctic ist ein eingetragener Markenname für gentechnisch veränderte Apfelsorten, die als „nicht-bräunende“ Äpfel vermarktet werden. Durch die Veränderungen bräunen die Früchte nach Anschnitt nicht, was die Vermarktung der Äpfel als Convenience Food in vorgeschnittenen Spalten ermöglicht. Die erste Marktzulassung erhielt der Biotechnologiekonzern Okanagan Specialty Fruits in Kanada und den USA für die Apfelsorten Arctic Golden (GD743) und Arctic Granny (GS784) im Jahr 2015. 2016 folgte Arctic Fuji (NF872) in den USA und 2018 auch in Kanada. Dabei handelt es sich um gentechnisch veränderte Sorten der Kulturäpfel Golden Delicious, Granny Smith und Fuji. Im Jahr 2020 wurden im US-Bundesstaat Washington auf über 545 ha Arctic Äpfel angebaut und ein Fruchtertrag von ca. 5900 t erzielt. Die Äpfel werden entkernt und in Stücke geschnitten als Convenience-Produkt vermarktet. Durch die nicht-bräunende Eigenschaft der Äpfel entfällt die Behandlung mit Antioxidantien wie z. B. Calciumascorbat, das sich negativ auf den Geschmack auswirken kann.

## Kritik
Kritiker weisen darauf hin, dass Arctic Apples nicht eindeutig als gentechnisch veränderter Organismus gekennzeichnet werden. Anstelle eines Labels wird nach gültigem US-Recht lediglich ein QR-Code auf die Verpackung gedruckt. Der Produzent Okanagan Specialty Fruits verteidigt diese Vorgehensweise damit, dass nur so alle nötigen Informationen über die Eigenschaften der Arctic Äpfel gegeben werden könnten.
Kritik äußern auch Apfelproduzenten-Vereinigungen. Sie befürchten, dass es durch den Anbau von GMO-Äpfeln zu Kreuzbefruchtungen mit konventionellen Apfelsorten kommen kann. Das könnte den Exportmarkt gefährden oder die Einführung von Testverfahren und Zertifikationen notwendig machen. Der Pomologen-Verein e. V. veröffentlichte eine Stellungnahme zu Arctic-Äpfeln. Darin wird eine unzureichende Untersuchung der möglichen Langzeitschäden gegenüber Verbrauchern und Umwelt, wie z. B. bestäubenden Insekten, kritisiert. Anders als die Firma Okanagan Specialty Fruits Inc. of Summerland, B.C., sieht der Pomologenverband die Möglichkeit der Gefahr einer Auskreuzung des gentechnisch veränderten Erbgutes nicht gering an, da dies aus der Umwelt nicht mehr rückholbar sei und eine Gefahr für die biologische Vielfalt darstellen könne.
Als Alternative zu Arctic Apples gibt es auch konventionelle Apfelsorten mit sehr niedriger Aktivität des Enzyms PPO. Apfelsorten mit nicht-bräunender Eigenschaft sind zum Beispiel Cortland, Idared und Braeburn, Opal sowie der Heuchelheimer Schneeapfel.